# Klínec
Klínec (en allemand : Klinetz) est une commune du district de Prague-Ouest, dans la région de Bohême-Centrale, en République tchèque. Sa population s'élevait à 742 habitants en 2020.

## Géographie
Klínec se trouve à 7 km au nord-est de Mníšek pod Brdy, à 7 km au sud-sud-est de Černošice et à 21 km au sud-sud-est du centre de Prague.
La commune est limitée par Jíloviště au nord, par Trnová au nord-est, par Měchenice à l'est, par Davle au sud-est et au sud, et par Líšnice à l'ouest.

## Histoire
La première mention écrite de la localité date de 1310.